# William Earl Dodge Stokes
William Earl Dodge Stokes (también escrito a veces "Earle"; 1852-18 de mayo de 1926) fue un multimillonario estadounidense responsable en gran parte del desarrollo urbanístico del Upper West Side de Nueva York. También es conocido por ser el promotor y primer propietario del Hotel Ansonia, y por los sonados procesos judiciales de divorcio y los numerosos pleitos que protagonizó a lo largo de su vida. 

## Primeros años
Nacido en la ciudad de Nueva York, era hijo de James Boulter y de Caroline (de soltera, Phelps) Stokes; y hermano de Anson Phelps Stokes y de Olivia Eggleston Phelps Stokes. Uno de sus abuelos era el comerciante de Londres Thomas Stokes, uno de los 13 fundadores de la Sociedad Misionera de Londres. Su hermano, Anson Stokes, apoyó más tarde activamente a la Sociedad de la Biblia Americana, a la American Tract Society, y a la Sociedad de Paz Americana. Su otro abuelo, Anson Greene Phelps, era un mercader de Nueva York, nacido en Connecticut y descendiente de una vieja familia de Massachusetts.
En su juventud Stokes inició su carrera profesional trabajando en el negocio familiar, Phelps, Dodge & Company, una empresa mercantil fundada por su abuelo Phelps y por su tío William Earle Dodge Sr, en la década de 1830. Cuando Stokes se unió a la compañía, ya se había convertido en un negocio minero, y participaba en la Ansonia Clock Company. Muerto su padre en agosto de 1881, Stokes demandó a su hermano Anson por conspirar contra él en el testamento para apartarle del negocio familiar, y obtuvo un millón de dólares de herencia. Abandonó la Phelps Dodge, y entre 1885 y 1890 se dedicó al negocio inmobiliario en el Upper West Side de Nueva York.

## Promotor inmobiliario
En 1895, a los 43 años, Stokes se casó con Rita Hernández de Alba Acosta, de 19. La pareja se instaló en uno de los nuevos edificios de Stokes entre las calles 262 oeste y 72. En 1898, comenzó a trabajar en una nueva mansión entre las calles 4 Este y 54, diseñada por los arquitectos McKim, Mead & White. Sin embargo, en 1900, cuando la construcción de la casa se acercaba a su conclusión, Rita Stokes solicitó el divorcio, y nunca vivió en la mansión. La hermana más joven de Rita, Mercedes de Acosta, escribió en su autobiografía que “cuando Rita finalmente decidió casarse con Stokes, lo hizo, creo, porque sentía que su riqueza podría abrirle muchas puertas... pero pagó un precio muy alto por cualquier beneficio material”. Tuvieron un heredero, William Earl Dodge Stokes Jr (nacido el 5 de enero de 1896), a quien llamaban “Weddie”. Según su hermana, Rita odiaba al niño y difícilmente se podía contar con su madre para criarlo. La sentencia de divorcio dictó una indemnización de dos millones de dólares para Rita, un registro récord en aquel tiempo.
En 1899, Stokes contrató al arquitecto Paul E. Duboy (1857-1907) para construir el hotel más grande y más magnífico en Manhattan, Nueva York. El resultado fue el Hotel Ansonia (denominado así en honor del abuelo de Stokes, el industrial Anson Greene Phelps), localizado en el número 2109 de Broadway, entre las calles 73 y 74 oeste. Inaugurado en 1903, el edificio Ansonia, con un coste de tres millones de dólares, contaba con 350 suites, varios restaurantes, oficina bancaria, una barbería, sala de baile, una piscina y toda clase de servicios, junto con una imponente fachada de estilo parisiense con torrecillas y balcones.
En 1907, Stokes fue demandado por Lucy Randolph como padre de un niño. Reclamó que había conocido a Stokes en el Ansonia y que le había dicho que quería tener un niño con ella. Después de quedar embarazada, Stokes la había ignorado. A pesar de que quedó probada su relación íntima con Stokes, y que anteriormente había recibido pagos regulares, el caso se archivó por motivos técnicos. También en 1907 la autoridad de salud pública de Nueva York planeó una "redada" en la azotea del Ansonia para confiscar los cuatro gansos y el cerdo (llamado "Nanki-Poo") que habían sido informados que Stokes mantenía allí como mascotas. Avisados de lo que estaba pasando, Stokes y un empleado los escondieron en el sótano, y se pudo convencer al inspector de que no había animales en la azotea.

## Últimos años
En febrero de 1911, Stokes, entonces con 59 años, se casó en secreto con Helen Ellwood, de 24. Se casó en secreto porque cuando se divorció de su primera mujer, Rita de Acosta, el juez había dispuesto que no se pudiera volver a casar de nuevo. En junio de 1911, Stokes fue tiroteado y herido en las piernas por la actriz de vodevil de 22 años, Lillian Graham. Declaró que Stokes la había atacado porque ella se había negado a devolverle unas cartas comprometedoras que le había escrito. Por su parte, Stokes reclamó que Graham había intentado chantajearle, y que le había atacado cuando esto no había surtido efecto. Graham fue declarada no culpable por el tribunal.
En 1918 Stokes solicitó el divorcio de su segunda esposa, Helen. Estuvo representado por el abogado Max Steuer, que sabía que iba a ser un caso legal muy enconado. Stokes denunció que Helen había tenido trato íntimo con un primo de Stokes, con el propio hijo de Stokes, y con al menos otros nueve hombres. Ella declaró que los testigos de Stokes mentían, y que era él quien había tenido numerosos asuntos amorosos durante su matrimonio, el de Lillian Graham entre ellos. Añadió que Stokes "mantenía varias docenas de pollos en su apartamento en el Ansonia". En febrero de 1922 Rita de Acosta apareció ante el Tribunal Supremo de Justicia en defensa de Helen, declarando que Stokes la había maltratado. En 1923, después de pagar un millón de dólares en costes legales, la petición de divorcio de Stokes fue denegada, llegándose a un acuerdo de separación. Stokes fue demandado por difamación, pero el caso fue archivado en 1925.
Murió el 18 de mayo de 1926, a los 74 años de edad. The New York Times escribió en su necrología que, a pesar de que Stokes se había pasado media vida litigando, había dejado unos 8 millones de dólares en su testamento. Aun así, en 1928 esta estimación se redujo a 300,000 dólares, e incluso a nada (como se dijo también en The New York Times) "si su propiedad perdía todos los muchos pleitos pendientes que plagaron su polémica carrera, incluso después de su muerte".

## Publicaciones
- The Right to be Well Born; or, Horse Breeding in its Relation to Eugenics by W. E. D. Stokes. Publisher: C. J. O'Brien, New York (1917). En este libro, Stokes, que era un estudioso de los linajes equinos, extendió sus teorías a la cría selectiva en humanos. Argumentaba que los registros genealógicos de la clase trabajadora tendrían que ser conservados, de modo que los empresarios pudieran evaluar sus capacidades potenciales. El libro tuvo una acogida tan nefasta que los editores demandaron a Stokes para recuperar sus costes.[6]